# THE RHYME ANIMAL REMIX E.P.1
『THE RHYME ANIMAL REMIX E.P.1』（ザ・ライム・アニマル・リミックス・イー・ピー・ワン）は、ZEEBRAの1枚目のリミックス・アルバム。

## 概要
1枚目のアルバム『THE RHYME ANIMAL』の収録曲を中心にリミックスされた曲を収録。

## 収録曲
1. ORIGINAL RHYME ANIMAL (Mr.Drunk Remix)
作詞：ZEEBRA、作曲：INOVADER
  - リミックスにMr.Drunkが参加。ベストアルバム『THE FIRST STRUGGLE』にも収録。
2. I'M STILL NO.1 feat. Tony Touch (Numero Uno Re-Recording)
作詞・作曲：ZEEBRA/Tony Touch
  - 「I'M STILL NO.1」にTony Touchが参加したバージョン。
3. I'M STILL NO.1 (ORIGINAL VERSION)
作詞・作曲：ZEEBRA
4. 未来への鍵 feat. AKEEM DA MANAGOO (Osawa's Realized Mix feat．Bird)
作詞：ZEEBRA、作曲：ZEEBRA/AKEEM DA MANAGOO
  - 大沢伸一によるリミックスにBirdが参加。ベストアルバム『THE FIRST STRUGGLE』にも収録。